# تشوي ران
تشوي ران (هانغل: 최란) هي ممثلة كورية جنوبية، ولدت في 30 نوفمبر 1960 في غيمتشون في كوريا الجنوبية.

## أعمال

### مسلسلات
- أنت جميلة

## وصلات خارجية
- تشوي ران على موقع IMDb (الإنجليزية)